# Stazione di Arzana
La stazione di Arzana è una stazione ferroviaria situata nell'omonimo comune e posta lungo la linea Mandas-Arbatax, utilizzata esclusivamente per i servizi turistici del Trenino Verde.

## Storia
L'impianto venne realizzato dalla Società italiana per le Strade Ferrate Secondarie della Sardegna a circa cinque chilometri a sud-ovest dal paese di Arzana nell'ultimo decennio dell'Ottocento, venendo inaugurata il 1º aprile 1893 in coincidenza con l'attivazione del tronco ferroviario Arbatax-Gairo, uno dei primi della linea per Mandas (terminata poi l'anno seguente) a venire ultimati.
Alla gestione SFSS nel 1921 subentrò quella della Ferrovie Complementari della Sardegna, a cui seguì nel 1989 la Ferrovie della Sardegna. Sotto l'amministrazione delle FdS la Mandas-Arbatax fu destinata, a partire dal 16 giugno 1997, all'esclusivo impiego per il traffico turistico legato al progetto Trenino Verde, fatto che comportò la cessazione di ogni servizio di trasporto pubblico nella stazione arzanese. Da allora l'impianto, dal 2010 gestito dall'ARST, viene utilizzato quasi esclusivamente nel periodo estivo, restando per il resto dell'anno pressoché privo di traffico.

## Strutture e impianti
Posto lungo la SS 389 lo scalo di Arzana presenta caratteristiche di stazione passante e comprende complessivamente quattro binari a scartamento da 950 mm, di cui il primo di corsa dotato di banchina. Da esso si diramano un binario di incrocio (passante) e due tronchini di cui uno a est del fabbricato viaggiatori conduce alla piattaforma girevole della stazione, mentre l'altro termina sul lato ovest dell'unico edificio dell'impianto in quella che era l'area dello scalo merci, dotata anche di un piano caricatore.
Il fabbricato viaggiatori, ristrutturato negli anni duemila ed in uso in buona parte ad un'attività ristorativa, dal punto di vista architettonico si presenta come una costruzione a pianta rettangolare con sviluppo su due piani (più tetto a falde) e dotata di tre accessi sul lato binari.

## Movimento
Dall'estate 1997 la stazione è utilizzata esclusivamente per il traffico turistico ed è attiva principalmente tra la primavera e l'autunno, in cui vengono effettuati dei treni a calendario, che nell'estate di norma assumono frequenza quasi giornaliera. Nel corso dell'intero anno lo scalo è utilizzabile inoltre da eventuali treni espletati su richiesta di comitive di turisti.

## Servizi
Nel fabbricato viaggiatori sono presenti un bar, ubicato nei locali un tempo ospitanti la sala d'attesa della stazione, ed i servizi igienici.
- Servizi igienici
- Bar